# Arinsal
Arinsal es un pueblo de La Massana, una de las siete parroquias de Andorra.

## Geografía
Está situado en el valle del río Arinsal a 1467 metros de altitud. Dentro de su territorio se encuentran los picos de Coma Pedrosa, Medecorba y el Pla de l´Estany, que son los más altos del país. El pico de Arinsal limita las parroquias de La Massana y Ordino.

## Demografía
Su población es de 800 habitantes,
pero recibe un gran número de turistas durante todo el año, sobre todo en temporada alta, que en Andorra es de noviembre a finales de abril, debido a que es uno de los países referentes para la práctica del esquí, el snowboard y los deportes de montaña.

## Patrimonio
La iglesia del pueblo está dedicada a San Andrés y es de estilo románico con un campanario de planta cuadrada.

## Fiestas
La Fiesta Mayor se celebra la tercera semana de agosto y el día de su patrón, San Andrés (Sant Andreu, en catalán), se conmemora el 30 de noviembre.

## Deporte
El primer remonte que se instaló fue en 1973 gracias a Josep Serra. En 2001 se enlazó el sector de Arinsal con el de Pal mediante un teleférico y tres años después se produjo la unión comercial de las estaciones de Pal-Arinsal y Ordino-Arcalís, fundando así Vallnord.

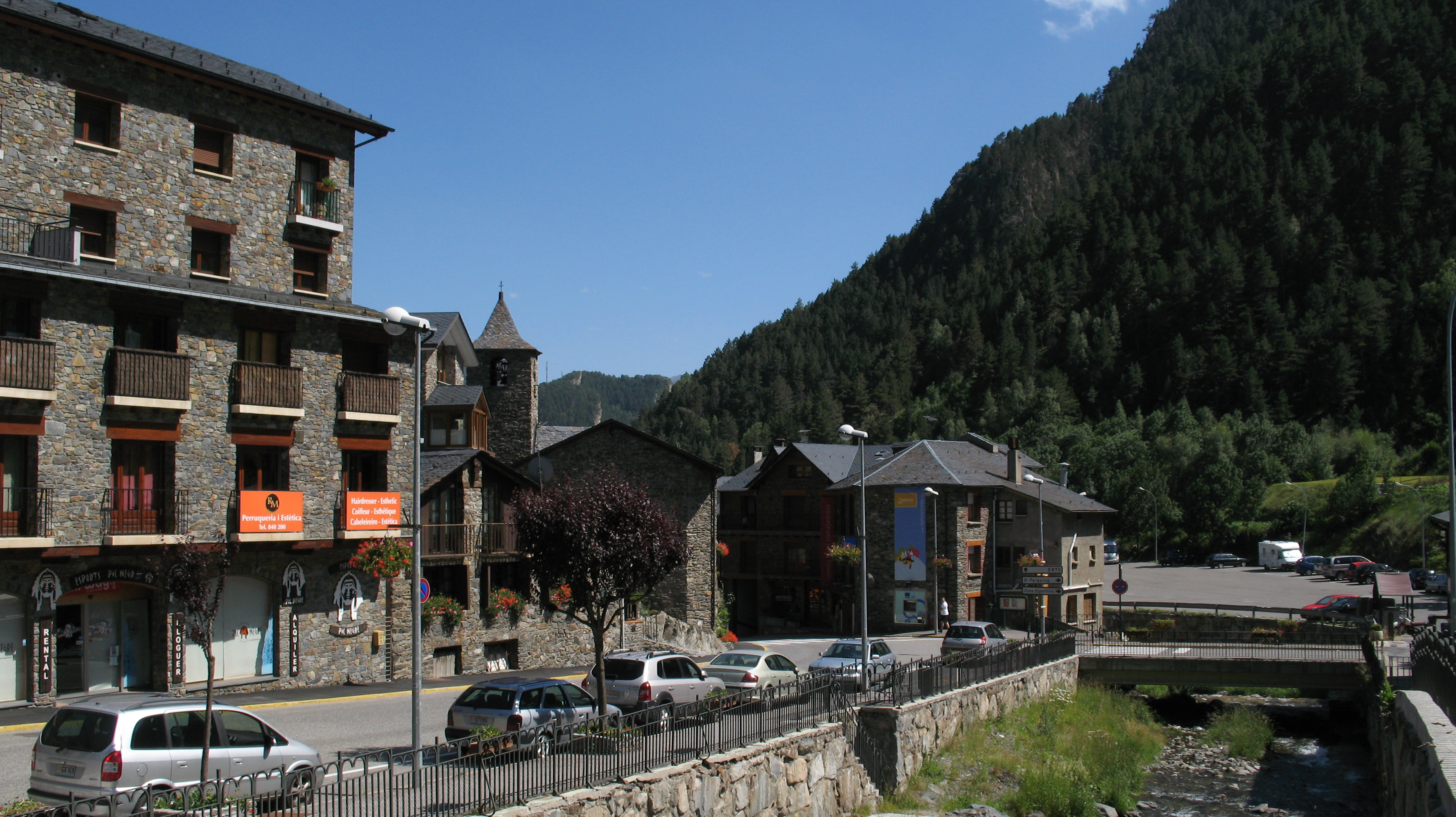
Arinsal sobre el río Arinsal.